# Phantom from Space
Phantom from Space este un film SF american din 1953 regizat de W. Lee Wilder după un scenariu de William Raynor și Myles Wilder. În rolurile principale joacă actorii Ted Cooper, Rudolph Anders și Noreen Nash.

## Prezentare
Anchetatori ai Comisiei Federale de Comunicații (FCC/CFC) ajung în San Fernando Valley după ceea ce pare a fi un OZN se prăbușește, cauzând interferențe masive în transmisiile radio și de televiziune. În timpul investigației sunt strânse rapoarte de la diferiți martori care descriu ceea ce pare a fi un om îmbrăcat într-un costum bizar. Ancheta lor dezvăluie că aceasta este o ființă din spațiul cosmic care este invizibilă. Apoi începe o vânătoare masivă de oameni, provocându-se o panică publică în ceea ce privește extraterestrul invizibil.

## Actori
- Ted Cooper este Lt. Hazen
- Tom Daly este Charlie
- Steve Acton este Mobile Center Dispatcher
- Burt Wenland este Agent Joe
- Lela Nelson este Betty Evans
- Harry Landers este Lt. Bowers
- Burt Arnold este Darrow
- Sandy Sanders este First Policeman
- Harry Strang este Neighbor
- Jim Bannon este Desk Sgt. Jim
- Jack Daly este Joe Wakeman
- Michael Mark este Refinery Watchman
- Rudolph Anders este Dr. Wyatt